# Nerimdaičiai
Nerimdaičiai är en ort i Litauen. Den ligger i den nordvästra delen av landet, 240 km nordväst om huvudstaden Vilnius. Nerimdaičiai ligger 118 meter över havet och antalet invånare är 349.
Terrängen runt Nerimdaičiai är platt. Runt Nerimdaičiai är det ganska glesbefolkat, med 42 invånare per kvadratkilometer. Närmaste större samhälle är Telšiai, 15,4 km sydväst om Nerimdaičiai. Omgivningarna runt Nerimdaičiai är en mosaik av jordbruksmark och naturlig växtlighet.